# Isophya hospodar
Isophya hospodar är en insektsart som först beskrevs av Henri Saussure 1898.  Isophya hospodar ingår i släktet Isophya och familjen vårtbitare. Inga underarter finns listade i Catalogue of Life.